# Butorides

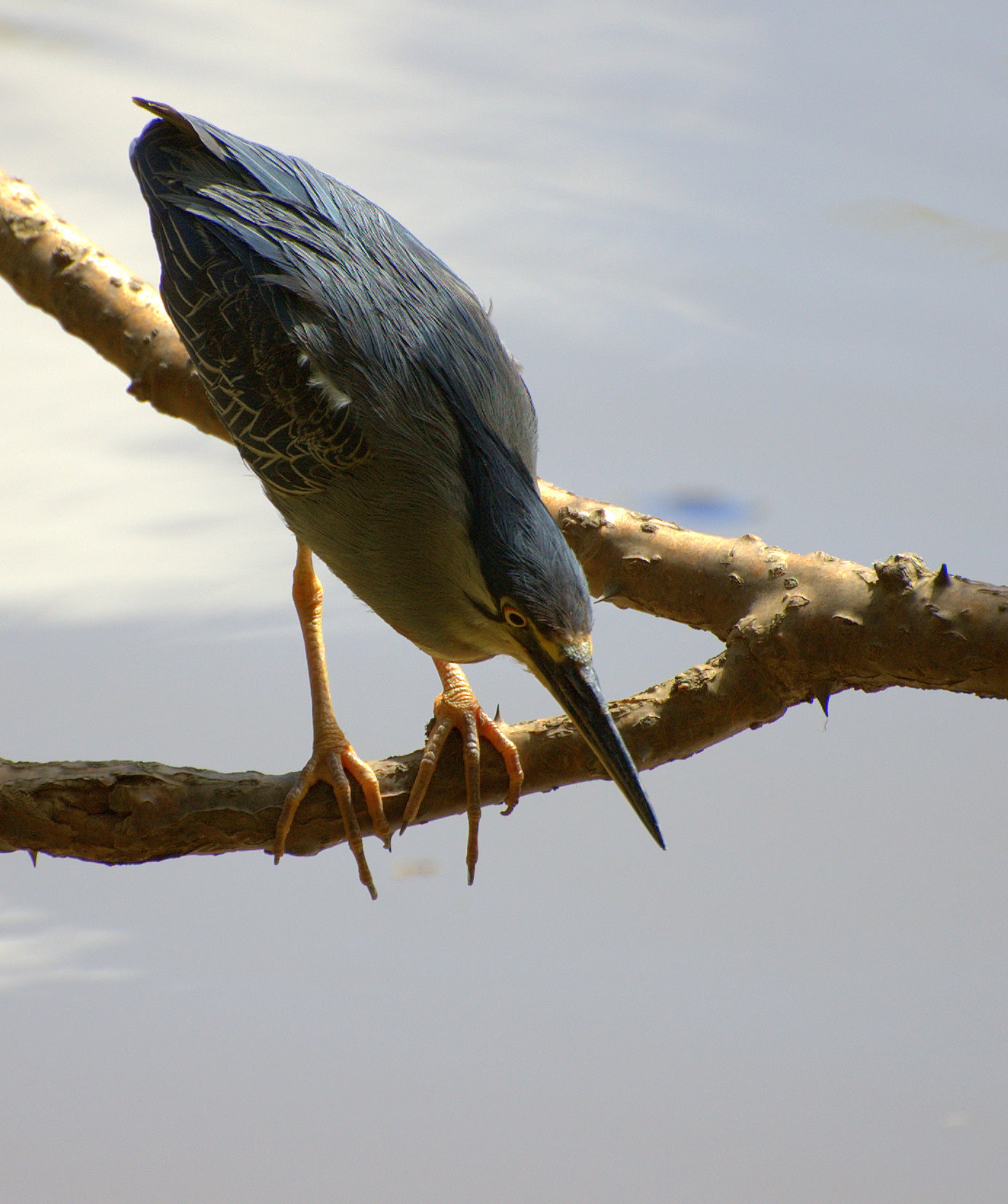
Mangrovereiher

Butorides ist eine Vogelgattung, die zu den Reihern gerechnet werden und vier Arten umfasst, den Grünreiher (B. virescens) aus Nord- und Mittelamerika, den südamerikanischen Mangrovereiher (B. striata), den auf Galapagosinseln endemisch vorkommenden Lavareiher (B. sundevalli) und Butorides atricapilla, der in Afrika, Südasien, Ostasien und Australasien.

## Erscheinungsbild
Alle Arten sind kleine, kompakt gebaute und dunkelrückige Reiherarten. Beide haben einen verhältnismäßig dicken Hals, einen verhältnismäßig kräftig gebauten dunklen Schnabel, kurze, dicke Beine. Wesentliches Unterscheidungsmerkmal ist, dass der Grünreiher einen kastanienfarbenen Nacken hat, während dieser beim Mangrovereiher grau ist.
Der Grünreiher erreicht eine Körpergröße von 41 bis 46 Zentimeter und wiegt zwischen 200 und 250 Gramm. Der Mangrovereihern Südamerika ist er zwischen 35 und 45 Zentimeter groß. Beim sehr unterartenreichen Butorides atricapilla variiert die Größe abhängig vom Verbreitungsgebiet. In Afrika liegt seine Größe zwischen 40 und 41 Zentimeter und australische Vertreter der Art erreichen eine Körpergröße von 43 Zentimeter. Afrikanische Artgenossen wiegen zwischen 193 und 235 Gramm.
Bei allen Arten sind die Weibchen etwas kleiner und außerdem etwas weniger farbenprächtig gefärbt.

## Verbreitungsgebiet
Der Grünreiher kommt in Nord- und Zentralamerika vor. Im Norden seines Verbreitungsgebietes erreicht er sogar noch Kanada. Er besiedelt außerdem die karibischen Inseln. Der Mangrovereiher lebt in Südamerika und Butorides atricapilla ist eine der am weitesten verbreiteten Reiherarten. Er kommt in, Afrika, Madagaskar, den Inseln des Indischen Ozeans, in Süd- und Ostasien, auf den indonesischen Inseln, einer Reihe von Pazifikinseln sowie in Australien vor. Entsprechend seinem sehr großen Verbreitungsgebiet werden zahlreiche Unterarten unterschieden.
Ein Teil der Populationen Arten sind Standvögel. Ein weiterer Teil der Population zieht nach der Fortpflanzungsperiode in klimatisch begünstigtere Zonen. Bei Butorides atricapilla wandern vor allem die Unterarten Butorides atricapilla amurensis und Butorides atricapilla actophilus, die in Russland, Nordvietnam, Nordlaos, Nordthailand, Nordkambodscha, Nord- und Südkorea sowie in Nord- und Südchina brüten.

## Systematik
Die Einordnung der Butorides-Arten ist strittig. Es scheint, als seien sie eng verwandt mit den Schopfreihern und beide Gattungen wiederum sind eng verwandt mit der Gattung Ardea. Neue Erkenntnisse weisen darauf hin, dass es im nördlichen Südamerika und im Süden Zentralamerikas eine Zone gibt, in denen Grünreiher und Mangrovereiher sich miteinander fortpflanzen. Der Lavareiher ist gemäß Kushlan et al., eine Unterart des Mangrovereihers.

## Belege

### Einzelbelege
1. ↑  Frank Gill, David Donsker & Pamela Rasmussen (Hrsg.): Ibises, spoonbills, herons, Hamerkop, Shoebill, pelicans IOC World Bird List Version 15.1.
2. ↑  Kushlan et al., S. 217
3. ↑  Kushlan et al., S. 225
4. ↑  Kushlan et al., S. 235